# الدبابة الخضراء
الدبابة الخضراء هو مسلسل رسوم متحركة كوري يتكون من 26 حلقة عرض لأول مرة في 12 ديسمبر 1997 واستمر عرضه حتى 29 مايو 1998. تمت دبلجة المسلسل للغة العربية وعرض على قناة إم بي سي 3.

## قام بالأدوار
- ماهر الآغا
- هشام حمادة
- لؤي مسلم
- غادة فرح
- سناء المفلح
- عزام يوسف
- سعاد العوضي
- ربحي عرار
- زيد الخلايلة

## طاقم العمل في النسخة العربية
- لحن وغناء الإشارة: عزام يوسف.
- وغناء: ديانا كرزون.
- إدارة الإنتاج والتسويق: فراس الحمود.
- مكساج ومونتاج: هشام خليفة.
- الترجمة: نهاد عليا.
- إنتاج وتوزيع

مؤسسة التسويق والإنتاج الإعلامي (مدرجة باسم مؤسسة التسويق والإنتاج الإعلامي).
صقر الحمود
ت: 5823823 فاكس 5822722
عمان - الأردن
- الإشراف الفني: بلال محمد صوالحة.

## روابط خارجية
- 녹색전차 해모수 - Daum 영화
- 녹색전차 해모수 - 베스트애니메
- قالب:KMDb 영화
- 녹색전차 해모수 - 미만부